# Костаки Маринович
Костаки (Костадин) Димитров Маринович е русенски общественик и търговец от преди Освобождението.

## Биография
Роден е в Русе през 1829 в семейството на Марин Абаджията. Учи е в Русенското класно училище до март 1845 година, като завършва всички степени на обучението в училището. Веднага след това заминава за Цариград, като помощник на вуйчо си х. Петър Петкович, който е представител на русенци пред Високата порта.
В Цариград помага с финансиране издаването на преведената на български език драма от Ал. Дюма – баща „Наполеон Бонапарта или тридесет години из историите француски“.
Абонат и дарител на издаваните от Г. С. Раковски вестници „Български дневници“ и „Дунавски лебед“.
Работи в кантората на известния търговец Никола Тъпчилещов като писар, а впоследствие и като негов съдружник (1851 – 1856). Впоследствие става съдружник в кантората на х. Николи Минчоолу и Петър Николаевич (1856 – 1864).
Костаки Маринович участва в борбите за църковна независимост. Представител е на Русенското българско общество в Цариград след отзоваването на Михаил Мутаф и Марко Марков през 1861 година.
През 1862 година сключва брак с Маргьолица Мавриди, дъщеря на един от най-богатите русенски търговци – Иван Мавриди. Установяват се в Русе. Семейството има осем деца, от които оцеляват само първите четири от тях – дъщерите Елена и Анастасия и синовете Иван и Роман. Роман Маринович впоследствие става кмет на Русе от 10 май до 19 декември 1919 година.
Според непотвърдени спомени на негови наследници Костаки Маринович е приютявал Васил Левски при пътуванията му до Русе.
Съдружник в Русе с Йосиф Дайнелов, свищовските търговци Александър Каракашев, Пашанко Попов и други.
Участва в създаването на Русенската община (1865 г.) и е избран за неин член от основаването ѝ. Член е на Епархиалния съвет в Русе (1873).
След Освобождението е назначен като апелативен съдия (1879 – 1880) в Русе.
Избран е за депутат от Русенски окръг в Учредителното събрание в Търново през 1879 година. Неговото име не фигурира в първоначалния списък с народни представители. Вероятно е на мястото на някой от незаетите мандати от Русе (Митрополит Григорий, Епископ Климент и Петко Каравелов са депутати и по право). Неговият подпис присъства под текста на Конституцията.
Консерватор по убеждения.
Умира на 29 юли 1885 година в Русе.